# بلیک مایکل
بلیک مایکل (انگلیسی: Blake Michael؛ زادهٔ ۳۱ ژوئیهٔ ۱۹۹۶) یک هنرپیشه اهل ایالات متحده آمریکا است.